# The Fire Cop
The Fire Cop è un cortometraggio muto del 1912 diretto da Hardee Kirkland. Prodotto dalla Selig Polyscope Company e sceneggiatore da Talbot Mundy, il film aveva come interpreti William Stowell, Lillian Leighton, la piccola Frances Osman, Thomas Commerford.

## Trama
Andy Brannigan non è tenuto in grande considerazione dalla moglie Maggy. Bravo poliziotto, grande e grosso, non dimostrava però grande audacia. Così, quando gli viene assegnata una medaglia per il suo coraggio, Maggy la getta nella stufa rovente, sfidandolo a dimostrare il suo fegato nell'andare a riprendersela. La medaglia viene recuperata con delle pinze, ma ormai è rovinata.

Qualche tempo dopo, un caseggiato va a fuoco. Dopo aver salvato quattro persone, Andy si butta dal tetto, venendo recuperato nella rete di sicurezza tenuta dai vigili del fuoco nella strada sottostante. Portato di corsa in ospedale, informano la moglie delle condizioni in cui si trova il suo intrepido marito. Lei, allora, si rende conto di avere veramente sposato un eroe.

## Produzione
Il film fu prodotto dalla Selig Polyscope Company.

## Distribuzione
Distribuito dalla General Film Company, il film - un cortometraggio di una bobina - uscì nelle sale cinematografiche statunitensi il 2 dicembre 1912.